# Kernarbeitszeit
Als Kernarbeitszeit oder einfach Kernzeit bezeichnet man die Zeitspanne, in der für den Arbeitnehmer grundsätzlich Anwesenheitspflicht am Arbeitsplatz herrscht. Sie wird bei gleitender Arbeitszeit zwischen Unternehmen und Arbeitnehmer vereinbart, um eine gleichzeitige Anwesenheit aller Mitarbeiter zu gewährleisten. Die Dauer der Kernarbeitszeit ist kürzer als die der vereinbarten täglichen Arbeitszeit. Die Anwesenheitspflicht kann bei betrieblicher Notwendigkeit im Einzelfall z. B. durch Anweisung eines Vorgesetzten durch Funktionszeiten erweitert werden. Diese Zeiten werden nicht der Kernarbeitszeit zugerechnet und stellen keine Form der Schichtarbeit dar, auch wenn bspw. wöchentliche Zuständigkeiten für das Abdecken von Randzeiten außerhalb der Kernarbeitszeit innerhalb einer Abteilung vergeben werden. Notwendig werden ergänzende Funktionszeiten, die über die Kernarbeitszeit hinaus gehen zum Beispiel in Behörden mit Öffnungszeiten und Publikumsverkehr.
Die Kernarbeitszeit wird normalerweise im Arbeitsvertrag oder in allgemeinen Anstellungsbedingungen definiert. Sie kann beispielsweise auf die Zeitspanne von 9:00 bis 15:00 Uhr festgelegt werden.